# Bobackträsket
Bobackträsket är en sjö i Robertsfors kommun i Västerbotten och ingår i Dalkarlsåns huvudavrinningsområde. Sjön har en area på 0,0953 kvadratkilometer och ligger 28 meter över havet.

## Delavrinningsområde
Bobackträsket ingår i det delavrinningsområde (711588-174228) som SMHI kallar för Ovan 711231-174532. Medelhöjden är 39 meter över havet och ytan är 27 kvadratkilometer. Räknas de 20 avrinningsområdena uppströms in blir den ackumulerade arean 245,09 kvadratkilometer. Avrinningsområdets utflöde Dalkarlsån mynnar i havet. Avrinningsområdet består mestadels av skog (69 procent) och jordbruk (12 procent). Avrinningsområdet har 0,13 kvadratkilometer vattenytor vilket ger det en sjöprocent på 0,5 procent.